# Salto (município)
Salto é um partido (município) da província de Buenos Aires, na Argentina. Possuía, de acordo com estimativa de 2019, 36.440 habitantes.